# Les Jeunes Républicains
 (décembre 2024).
Si vous disposez d'ouvrages ou d'articles de référence ou si vous connaissez des sites web de qualité traitant du thème abordé ici, merci de compléter l'article en donnant les références utiles à sa vérifiabilité et en les liant à la section « Notes et références ».
Les Jeunes Républicains, abrégé les Jeunes LR (anciennement Jeunes populaires) est le mouvement de jeunesse du parti politique français Union pour un mouvement populaire (UMP), devenu Les Républicains (LR) en 2015.
Il fait suite aux Jeunes du RPR.

## Histoire

### Débuts
Lors de la création de l'UMP, en 2002, la question est posée d'une structure politique pour prendre la suite des Jeunes RPR[réf. nécessaire].
En février 2003, les Jeunes Populaires sont officiellement créés par Alain Juppé, alors président de l'UMP. À sa tête, il nomme l'ancienne responsable des Jeunes avec Alain Madelin, Marie Guévenoux. De novembre 2002 à février 2003, la transition est prise en charge par Michaël Bullara, le dernier secrétaire national du RPR chargé de la jeunesse[réf. nécessaire].
À l'été 2004, lors de l'université d'été d'Avoriaz, alors qu'Alain Juppé vient de démissionner de la présidence de l'UMP, Marie Guevenoux met en place un règlement intérieur qui est validé par les nouveaux élus du Conseil national des jeunes. Au même moment, elle se fait également élire présidente des Jeunes populaires pour une durée de deux ans par le même Conseil national (par 68 % des voix, avec 92,5 % de participation, face à son adversaire, Mathieu Teillet)[réf. nécessaire].
Ce changement de statuts a permis aux Jeunes populaires de devenir membres à part entière du YEPP (Youth of the European People's Party), la branche jeune du Parti populaire européen (PPE). Par le passé, en raison de l'aspect non-démocratique de la nomination d'un responsable, les Jeunes populaires n'étaient que des observateurs dans cette organisation[réf. nécessaire].

Logo en 2003.
Logo de 2003 à 2015.

### Campagne pour la présidentielle de 2007

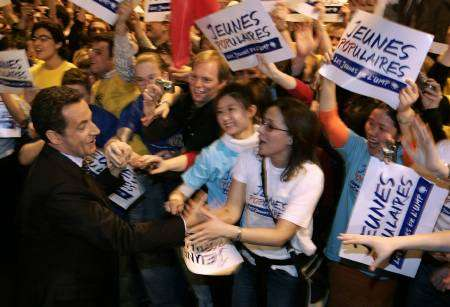
Nicolas Sarkozy saluant des Jeunes Populaires lors du meeting de Strasbourg, le 21 février 2007.

En novembre 2004, Nicolas Sarkozy prend la tête de l'UMP et le changement de président devient inévitable aux yeux des sarkozystes, Marie Guévenoux étant une proche d'Alain Juppé. Au début de l'année 2005, Marie Guevenoux met un terme à son contrat de travail avec l'UMP et remet sa démission de son poste de présidente lors de l'université d'été de La Baule en septembre 2005[réf. nécessaire].
Fabien de Sans Nicolas devient le nouveau président des Jeunes Populaires. Marie Guevenoux ayant été élue pour deux ans, c'est un président d'intérim qui est désigné pour un an par le Bureau national des Jeunes Populaires. Fabien de Sans Nicolas est alors membre du Bureau national des Jeunes Populaires et ancien responsable des jeunes de la fédération de l'Isère, proche d'Alain Carignon. Il est soutenu pour la présidence des Jeunes Populaires par Nicolas Sarkozy et Brice Hortefeux. Il est élu à l'unanimité du Bureau national[réf. nécessaire].
En août 2006, Fabien de Sans Nicolas, seul candidat à sa succession, est réélu président pour deux ans par 89 % des voix, avec 62 % de participation du Conseil national[réf. nécessaire].
Les Jeunes Populaires prennent part à la campagne pour l'élection présidentielle de 2007, fournissant leur force militante à l'UMP. Un comité de soutien, « Les jeunes de France avec Sarkozy », est créé. Un meeting, regroupant près de 10 000 jeunes selon les organisateurs, est organisé au Zénith de Paris en mars 2007[réf. nécessaire].

### Sous le quinquennat de Nicolas Sarkozy
Président à partir de 2005, Fabien de Sans Nicolas ne peut se présenter à sa propre succession, atteint par la limite d'âge. De nombreuses candidatures se font jour : Benjamin Lancar, Matthieu Guillemin, Aurore Bergé et Louis-Alexandre Osinski[réf. nécessaire].
Après une controverse interne relayée par plusieurs journaux, les listes des trois principaux protagonistes fusionnent, Aurore Bergé et Matthieu Guillemin décidant finalement de se joindre à Benjamin Lancar. Le 24 août 2008, avec 54 % de participation du Conseil national des Jeunes Populaires, ce dernier est élu président par 75 % des voix face à Louis-Alexandre Osinski.
À l'été 2010, Benjamin Lancar est candidat à sa succession malgré un bilan critiqué par ses détracteurs, qui l'accusent de verrouiller sa réélection. Des fraudes en sa faveur sont dénoncées lors de l'élection des CNJP, et deux actions en annulation sont déposées, provoquant un rappel à l'ordre de la part du sénateur Patrice Gélard, président de la commission de contrôle aux élections internes de l'UMP. L'élection d'un conseiller national dans le département de Seine-Saint-Denis a été annulée par la justice. Il est réélu le 22 août 2010 avec 78,20 % des voix.

### Vacance de la présidence et changement de nom du parti
Benjamin Lancar démissionne en décembre 2012, à la suite de son admission à l’ENA. Une élection pour la présidence des Jeunes Populaires était de toute manière prévue après le Congrès de l'Union pour un mouvement populaire de 2012, qui se tenait en novembre (à l’origine, elle était prévue avant, en juillet). Néanmoins, la contestation des résultats du scrutin entre Jean-François Copé et François Fillon et la direction provisoire mise en place jusqu’à une prochaine élection qui aura lieu en septembre 2013, la présidence des Jeunes populaires est pour l'instant vacante et l'élection reportée sine die. Les candidats putatifs à la présidence des Jeunes sont pour le moment le pro-Copé Jonas Haddad et les pro-Fillon Aurore Bergé, Mahmoud Tall, Michaël Vaqueta et Mickaël Camilleri.
Début 2014 est mise en place une direction collégiale transitoire jusqu'à l'élection d'un nouveau président des Jeunes (date non précisée), où prennent place :
- Guillaume Blanchard (RDJ de Seine-et-Marne)
- Augustin Bœuf (RDJ de Seine-Maritime)
- Pierre-Henri Bovis (maire-adjoint d'Achères - Yvelines)
- Marine Brenier (RDJ des Alpes-Maritimes)
- Matthieu Dap (RDJ de Meurthe-et-Moselle)
- Pierre-Henri Dumont (maire de Marck)
- Fabrice Durand (RDJ des Bouches du Rhône)
- Clément Forestier (RDJ des Hauts-de-Seine)
- Sophie Fraissignes (déléguée nationale Jeunes Pro)
- Jonas Haddad (secrétaire national de l'UMP chargé de l'entrepreneuriat)
- Sébastien Leblanc (secrétaire départemental adjoint de la fédération du Nord)
- Pierre Liscia (responsable des Jeunes pop du 18e arrondissement de Paris)
- Florian Maître (RDJ Savoie)
- Marie-Astrid de Montmarin (RDJ des Yvelines)
- Robin Réda (RDJ de l'Essonne, maire de Juvisy-sur-Orge)
- Bastien Régnier (conseiller national - conseiller municipal délégué à Pornic)
- Émilie Rochefort (RDJ du Calvados)
- Elsa Schalck (RDJ du Bas-Rhin)
- Andrea Ségura (RDJ de Haute Saône)
- Stéphane Tiki (secrétaire national)
- Nicolas Tryzna (RDJ du Val-de-Marne)
- Jérémy Visconti (RDJ de l'Oise)

Fin 2014, Nicolas Sarkozy est élu président de l'UMP. Il ambitionne de créer un nouveau parti politique de droite d'ici quelques mois, ainsi qu'un nouveau mouvement de jeunes. Le 17 décembre 2014, le précédent bureau est confirmé dans ses fonctions et Stéphane Tiki est nommé président des Jeunes Populaires. Le 10 février 2015, après que son statut de sans-papiers a été révélé, il annonce « se mettre en congé » de la présidence du mouvement. Nicolas Sarkozy entend initialement réinstaller Stéphane Tiki lorsque sa situation sera régularisée[réf. nécessaire]. Cependant, la direction du parti annonce par la suite son choix de faire élire le prochain président des Jeunes UMP par les adhérents du mouvement. L'élection est finalement prévue pour le mois de septembre avec un dépôt des listes fin juillet. Une seule liste est déposée, menée par Marine Brenier, ce qui provoque des tensions au sein du mouvement, notamment concernant le verrouillage de l'élection,. Marine Brenier est officiellement élue présidente le 9 septembre, dans un contexte de forte abstention (77,1 %) et avec près d'un tiers de votes blancs.
Un remaniement du bureau national des Jeunes Républicains a lieu en février 2017, qui est critiqué par plusieurs militants, évoquant une « purge », un « déni de démocratie » ou encore « une chasse aux sorcières »,.
Le 11 juillet 2017, Marine Brenier est démise de ses fonctions de présidente des Jeunes républicains, notamment en raison de son rapprochement avec Emmanuel Macron et du fait que, statutairement, elle est trop âgée pour être encore membre du mouvement de jeunesse LR.
Alors qu'un congrès doit élire le nouveau président du parti en décembre 2017, des militants jeunes, inquiets de la probable nomination dans la foulée d'Aurane Reihanian (chef des jeunes avec Wauquiez) demandent qu'une élection du président des Jeunes Républicains ait lieu, comme le prévoient les statuts. Le 13 mars 2018, l'ex-députée Laurence Arribagé et le maire de Rillieux-la-Pape Alexandre Vincendet sont chargés de mener une mission sur la direction des Jeunes Républicains, toujours vacante. Un bureau collégial transitoire est alors nommé à la tête du mouvement, composé de :
- Omar Ben Adbderahmen (président des Républicains de Sciences Po).
- Edwina Etoré (RDJ du Val-d'Oise).
- Clémence Lambert (RDJ du Pas-de-Calais).
- Sandra Raponi (RDJ des Alpes-de-Haute-Provence).
- Aurane Reihanian (RDJ de l’Ain et responsable des Jeunes avec Wauquiez).
- Laure Thibault (RDJ du Val-de-Marne).
- Thomas Tihy (proche de Bruno Retailleau).

L’élection par les adhérents se déroule le 14 octobre 2018 et oppose la liste « Génération Républicains » d’Aurane Reihanian et la liste « Demain, Ensemble » du tandem Charles-Henri Alloncle (ancien chef de « NouS les Jeunes » : les Jeunes avec Sarkozy) / Flora Sabbagh (ancienne porte parole jeune de la campagne de Laurent Wauquiez),. Aurane Reihanian est élu mais son adversaire l'accuse de fraudes, après la publication d'un enregistrement par la JDD d'Aurane Reihanian en train de discuter de « ce qui semble être une méthode pour frauder à l’élection pour la présidence des Jeunes Républicains »,. Alloncle saisit alors la Haute autorité de LR,,. Cinquante cadres des Jeunes républicains demandent sa destitution,. L’équipe d'Alloncle dépose un recours,. Le 30 novembre 2018, la Haute autorité des Républicains valide l'élection de la liste « Génération Républicains » d'Aurane Reihanian.
En août 2020, le mouvement jeune n'aurait que 500 adhérents à jour de cotisation, contre 3 000 en 2018 et 15 000 en 2015.
En 2021, le scrutin visant à désigner le nouveau président de l'organisation oppose Guilhem Carayon (faisant alliance avec Théo Michel, qui deviendra secrétaire général du mouvement jeune), fils de l'ancien député Bernard Carayon, et Sébastien Canovas. D'après Le Figaro, la campagne se déroule dans des conditions houleuses, virant « à la foire à l'empoigne. Menaces, attaques personnelles, diffusion de vidéos compromettantes ou création de comptes anonymes sur Twitter pour discréditer l'adversaire... ». Tenant d'une ligne plus conservatrice, Guilhem Carayon l'emporte avec 62 % des voix, ce qui est considéré comme « un camouflet pour la direction du parti », dont de nombreux cadres soutenaient son adversaire.
De 2021 à 2022, le mouvement jeune, sous la direction de Guilhem Carayon, passe de 1 500 à 17 000 adhérents. En 2023, le refus du parti de voter la motion de censure du gouvernement contre la réforme des retraites entraîne une vague de départs au sein du mouvement jeune. Plusieurs sections départementales annoncent leur dissolution.
En février 2024, Les Jeunes Républicains lancent une campagne de soutien aux agriculteurs français. Le 23 septembre de la même année, Carayon quitte LR et démissionne de son poste de président pour rejoindre l'Union des droites pour la République (UDR),. Il est remplacé par sa vice-présidente, Manon Deliot, de façon intérimaire.
En 2025, Emmanuelle Brisson et Tristan Ganivet se portent candidats à la présidence des Jeunes Républicains,. Mais durant l'été, la question d'une nomination par les instances dirigeantes du parti et non plus d'une élection se pose, afin d'éviter les tensions.

## Direction

### Historique des présidents
- Novembre 2002 - février 2003 : Michaël Bullara[48]
- Février 2003 - septembre 2005 : Marie Guevenoux[49]
- Septembre 2005 - septembre 2008 : Fabien de Sans Nicolas[50]
- Septembre 2008 - décembre 2012 : Benjamin Lancar [11]
- Décembre 2013 - décembre 2014 : direction collégiale
- Décembre 2014 - février 2015 : Stéphane Tiki (démissionnaire)
- Septembre 2015 - juillet 2017 : Marine Brenier[51]
- Mars - novembre 2018 : direction collégiale
- Novembre 2018 - avril 2021 : Aurane Reihanian
- Avril 2021 - septembre 2024 : Guilhem Carayon
- Depuis novembre 2024 : Manon Deliot (intérimaire)[52]

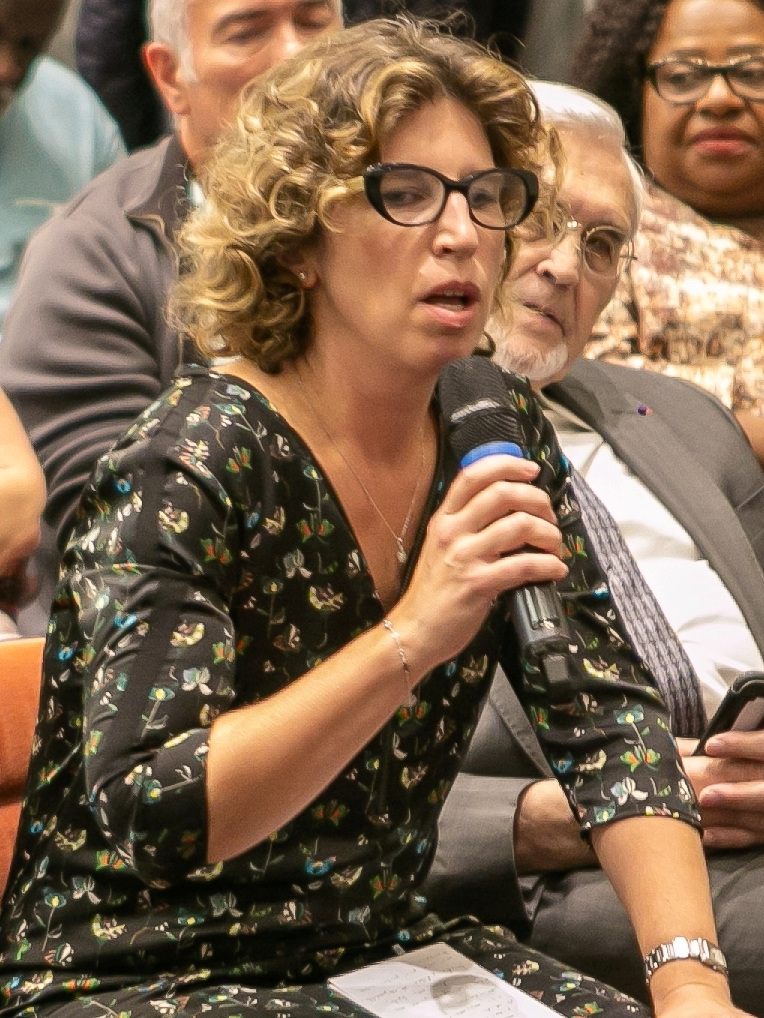
Marie Guévenoux 2003-2005.
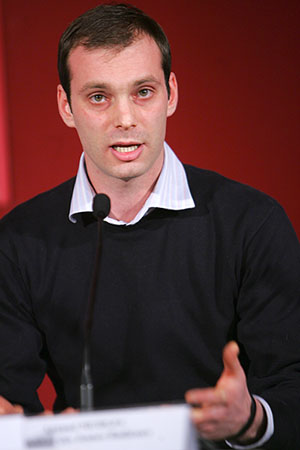
Fabien de Sans Nicolas 2005-2008.
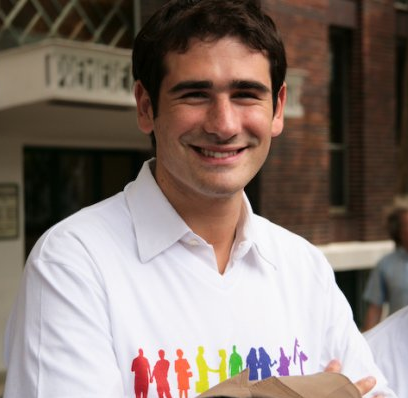
Benjamin Lancar 2008-2012.
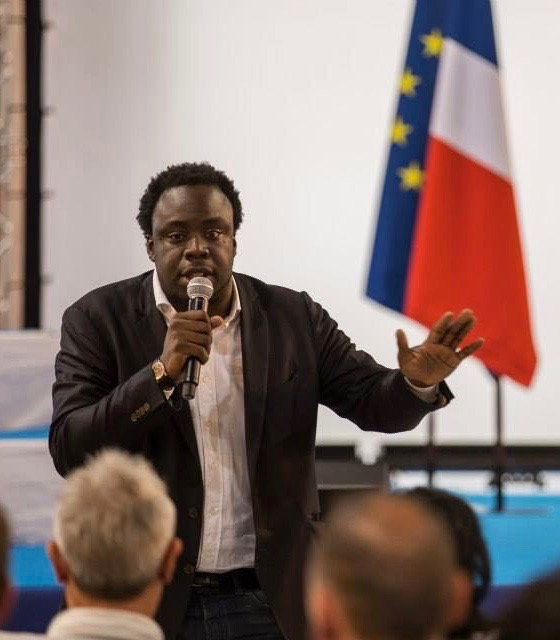
Stéphane Tiki 2014-2015.
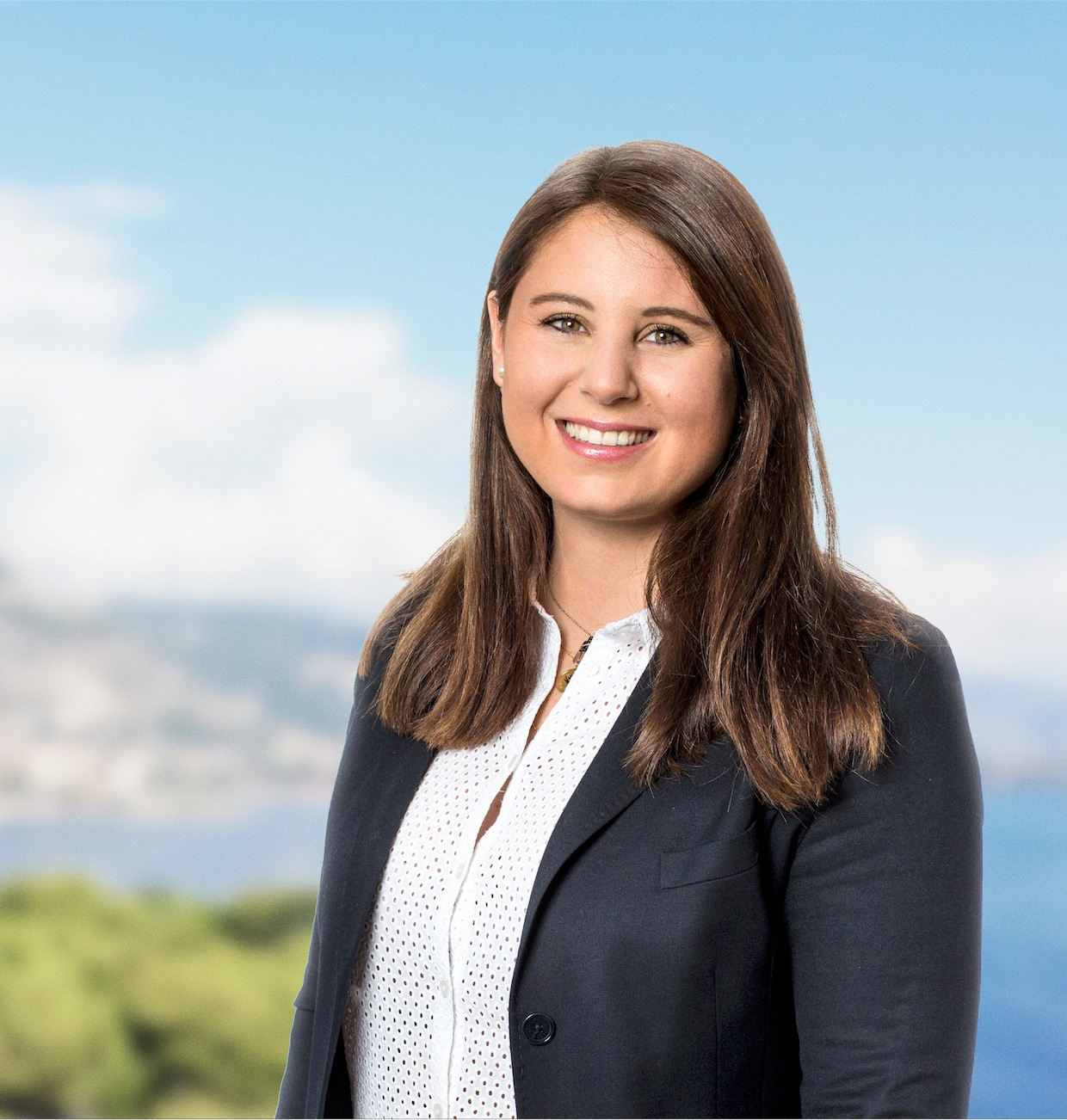
Marine Brenier 2015-2017.

### Résultats des élections à la présidence
- Septembre 2004 : Marie Guévenoux 68 % / Mathieu Teillet 32 % (participation : 92,5 % des conseillers nationaux)
- Août 2006 : Fabien de Sans Nicolas 89 % (participation de 62 %)
- Août 2008 : Benjamin Lancar 75 % / Louis-Alexandre Osinski 25 % (participation de 54 %)
- Août 2010 : Benjamin Lancar 78,2 % / Aurore Bergé 11,8 % / Laurent Dubois 3,5 % / Louis Morin 3 % / Mike Borowski 1,9 % / Niels Verdonk 1,6 % (participation de 90,6 %)[53]
- Septembre 2015 : Marine Brenier  69,7 % (22,9 % de participation)[51]
- Octobre 2018 : Aurane Reihanian 58,4 % (36,5 % de participation)[36]
- Avril 2021 : Guilhem Carayon 62,2 % / Sébastien Canovas 37,8 %  (72 % de participation)[54],[55]